# Saint-Chamond
Saint-Chamond [sɛ̃ʃaˈmɔ̃] ist eine französische Stadt mit 35.586 Einwohnern (Stand 1. Januar 2022) im Département Loire in der Region Auvergne-Rhône-Alpes. Die Einwohner der Stadt bezeichnen sich als Couramiauds oder Saint-Chamonais.

## Geografie
Saint-Chamond liegt im Tal des Gier zwischen den Bergen des Lyonnais und dem Mont Pilat, die Entfernung nach Saint-Étienne beträgt zwölf Kilometer und nach Lyon 45 Kilometer. Die Gemeinde liegt am Rande des Regionalen Naturparks Pilat und ist mit diesem als Zugangsort assoziiert.

## Stadtviertel
- Fonsala
- Izieux
- Le Creux
- Lavieu
- Saint Ennemond
- Saint Julien en Jarez
- Saint Pierre
- Chavannes
- Les Palermes
- La Chabure
- Clos Marquet
- La Varizelle
- La Valette
- Saint-Martin-en-Coailleux
- Saint-Chamond centre

## Geschichte
Saint-Chamond entstand am Aquädukt der römischen Wasserleitung nach Lugdunum (Lyon) über den Gier.
Ihren Namen verdankt die Stadt dem Bischof von Lyon St. Ennemond, dessen Name sich über St. Annemond und Sanchamond in Saint-Chamond gewandelt hat.
1628 fiel die Hälfte der Bevölkerung der Pest zum Opfer.
Das Schloss von Saint-Chamond, Stammsitz des Militärkommandeurs Melchior Mitte de Chevrières, marquis de Saint-Chamond et de Montpezat, comte de Miolans, comte d’Anjou, premier baron de Lyonnais et de Savoie, baron de Jarcieu, wurde 1792 während der Französischen Revolution von den Bewohnern der Stadt geplündert und zerstört. In der Zeit wurde das Tal des Gier Rousseau-Tal genannt, da Jean-Jacques Rousseau hier längere  Zeit gelebt hatte.
1854 hielt mit der Gründung der Compagnie des Hauts Fourneaux, Forges et Aciéries de la Marine et des Chemins de Fer die Schwerindustrie Einzug in der Stadt.
1964 entsteht durch Eingemeindungen die drittgrößte Stadt des Departements Loire.

## Bevölkerungsentwicklung
| Jahr                       | 1789 | 1962   | 1968   | 1975   | 1982   | 1990   | 1999   | 2007   | 2017   |
| -------------------------- | ---- | ------ | ------ | ------ | ------ | ------ | ------ | ------ | ------ |
| Einwohner                  | 5000 | 17.107 | 37.728 | 40.267 | 40.267 | 38.878 | 37.378 | 35.500 | 34.967 |
| Quellen: Cassini und INSEE |      |        |        |        |        |        |        |        |        |

Die demografische Entwicklung der Stadt spiegelt die dynamische Entwicklung der Schwerindustrie und die anschließende Schließung vieler Fabriken wider.

## Wirtschaft

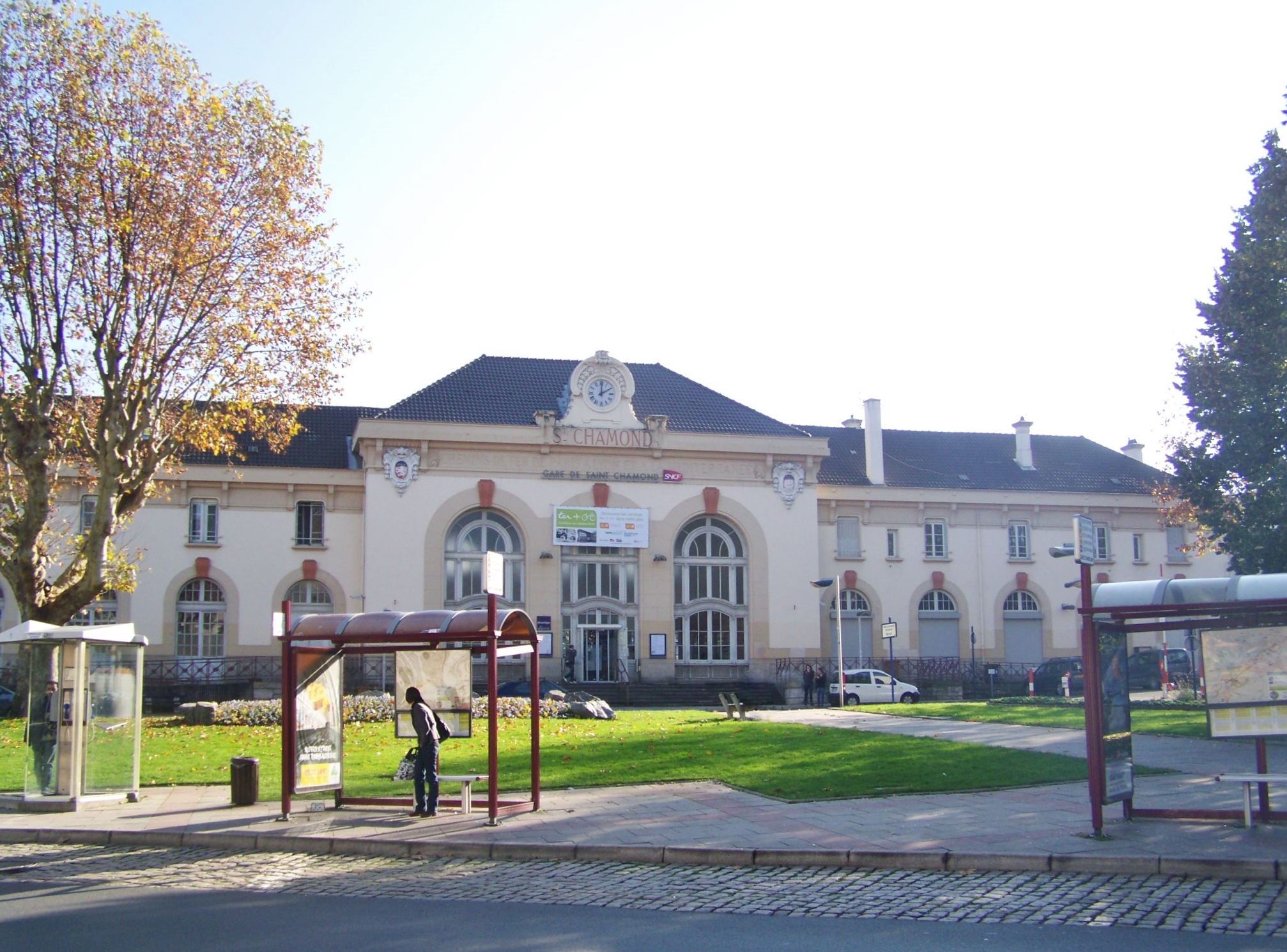
Bahnhof

Saint-Chamond ist eine Industriestadt, in der vor allem Waffen (etwa der Panzer St. Chamond im Ersten Weltkrieg), Metalle und Textilien (Seide) erzeugt wurden. Die Stahlindustrie profitierte vom nahe gelegenen Steinkohlenbergbau.

## Verkehr
Saint-Chamond hat seit 1832 einen Bahnhof an der Bahnstrecke Saint-Étienne–Lyon, die zweite Bahnstrecke Frankreichs. Diese Strecke wurde später in die Bahnstrecke Moret-Veneux-les-Sablons–Lyon-Perrache integriert. Heute wird er von Zügen des TER Auvergne-Rhône-Alpes der Verbindung Saint-Étienne-Châteaucreux–Lyon-Perrache bedient.
Dem Fernverkehr dient die Autobahn A47 nach Lyon. Der nächste internationale Flughafen befindet sich in Lyon, regional gibt es den Flughafen Saint-Étienne – Bouthéon von dem auch London direkt erreichbar ist. Der städtische Nahverkehr wird von der Société de Transports de l’Agglomération Stéphanoise abgewickelt.

## Sehenswürdigkeiten
- Botanischer Garten
- Kirche Notre-Dame
- Kirche Notre-Dame-de-Lourdes
- Kirche Saint-André im Stadtteil Izieux
- Kirche Saint-Ennemond
- Kirche Saint-Jean-Marie-Vianney im Stadtteil La Chabure
- Kirche Saint-Joseph im Stadtteil Chavanne
- Kirche Saint-Julien
- Kirche Saint-Marcellin Champagnat im Stadtteil Fonsala
- Kirche Saint-Martin im Stadtteil Saint-Martin-en-Coailleux
- Kirche Saint-Pierre
- Protestantische Kirche
- zahlreiche Kapellen

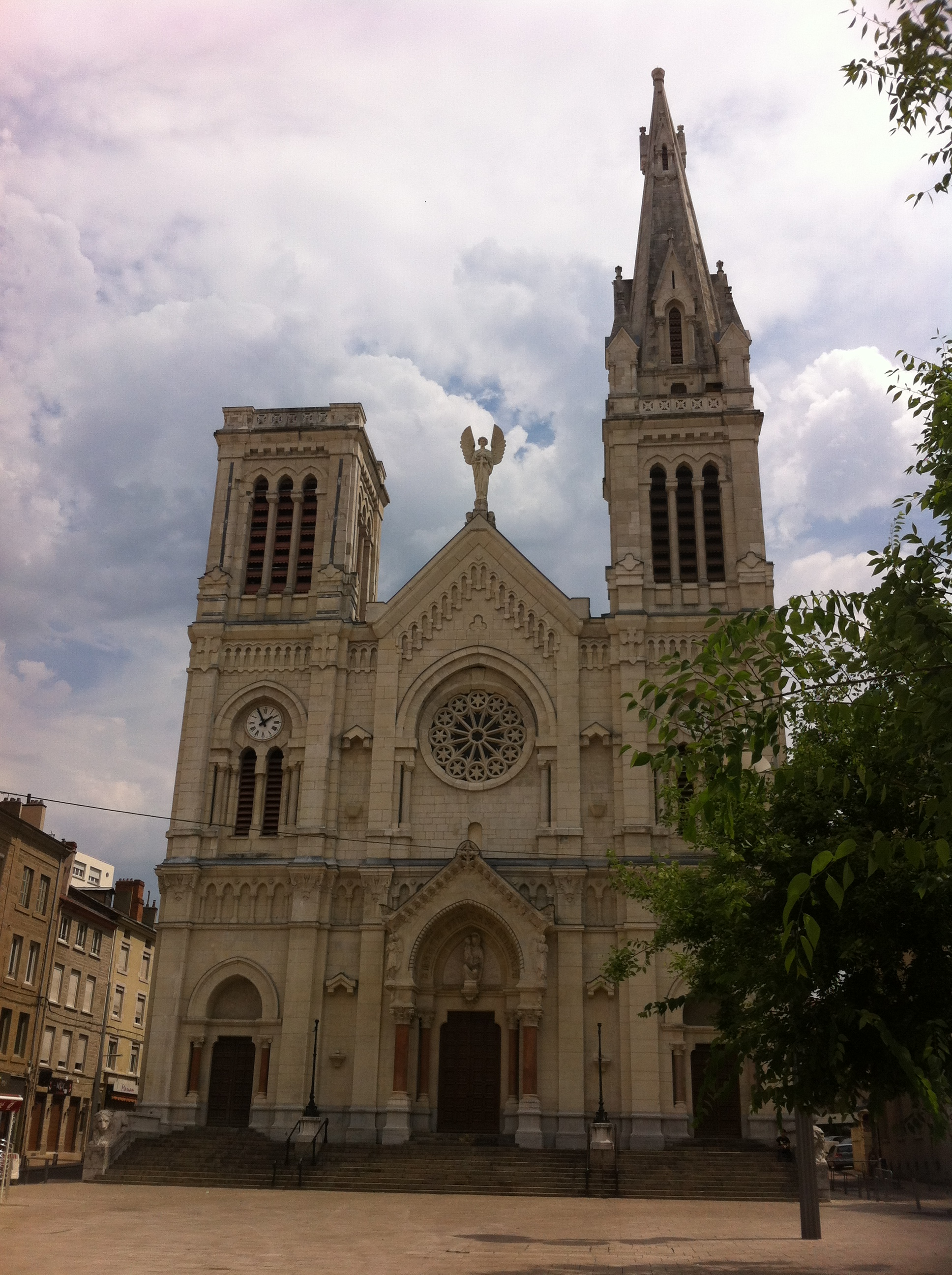
Kirche Notre-Dame
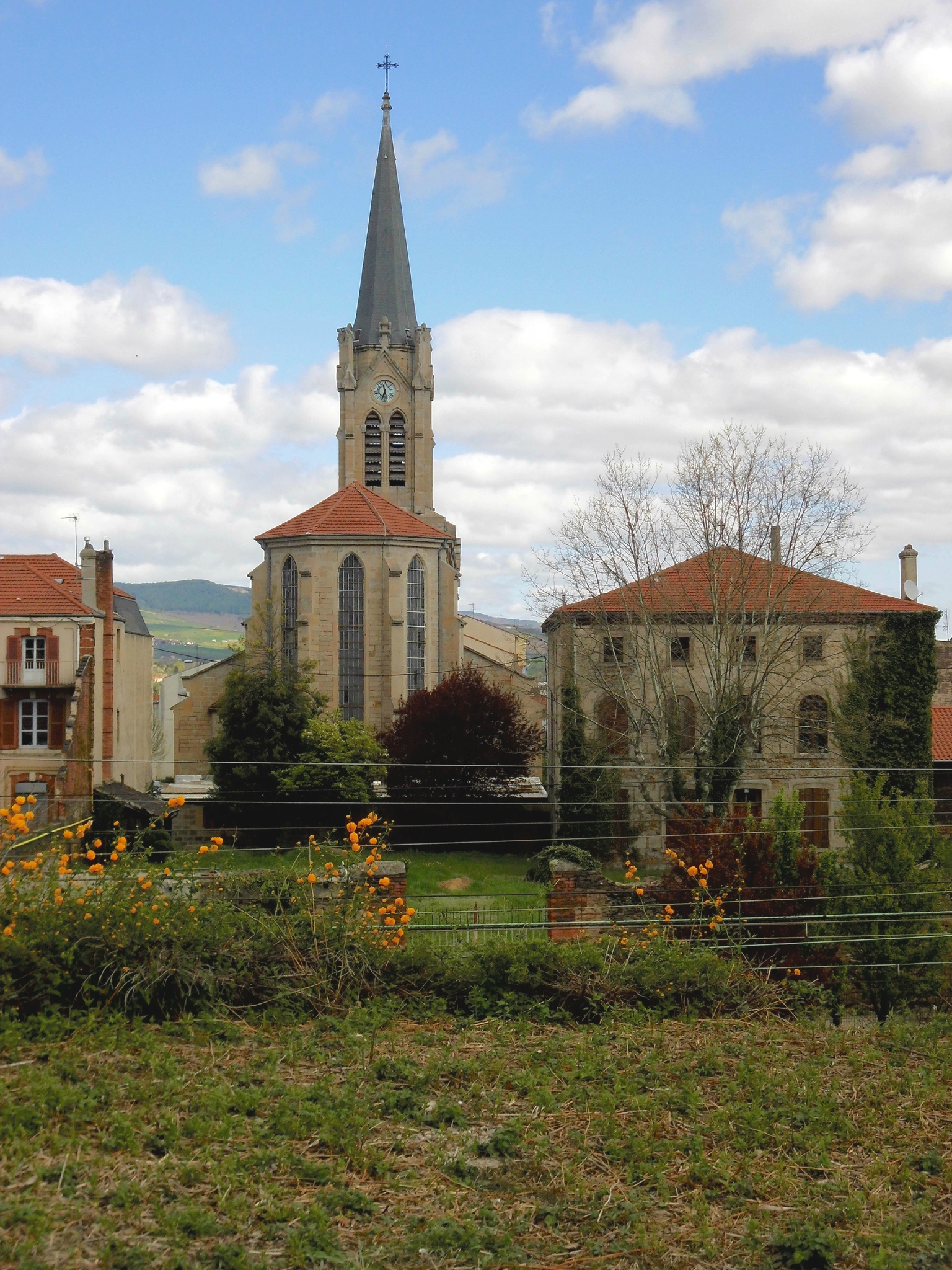
Kirche Saint-André
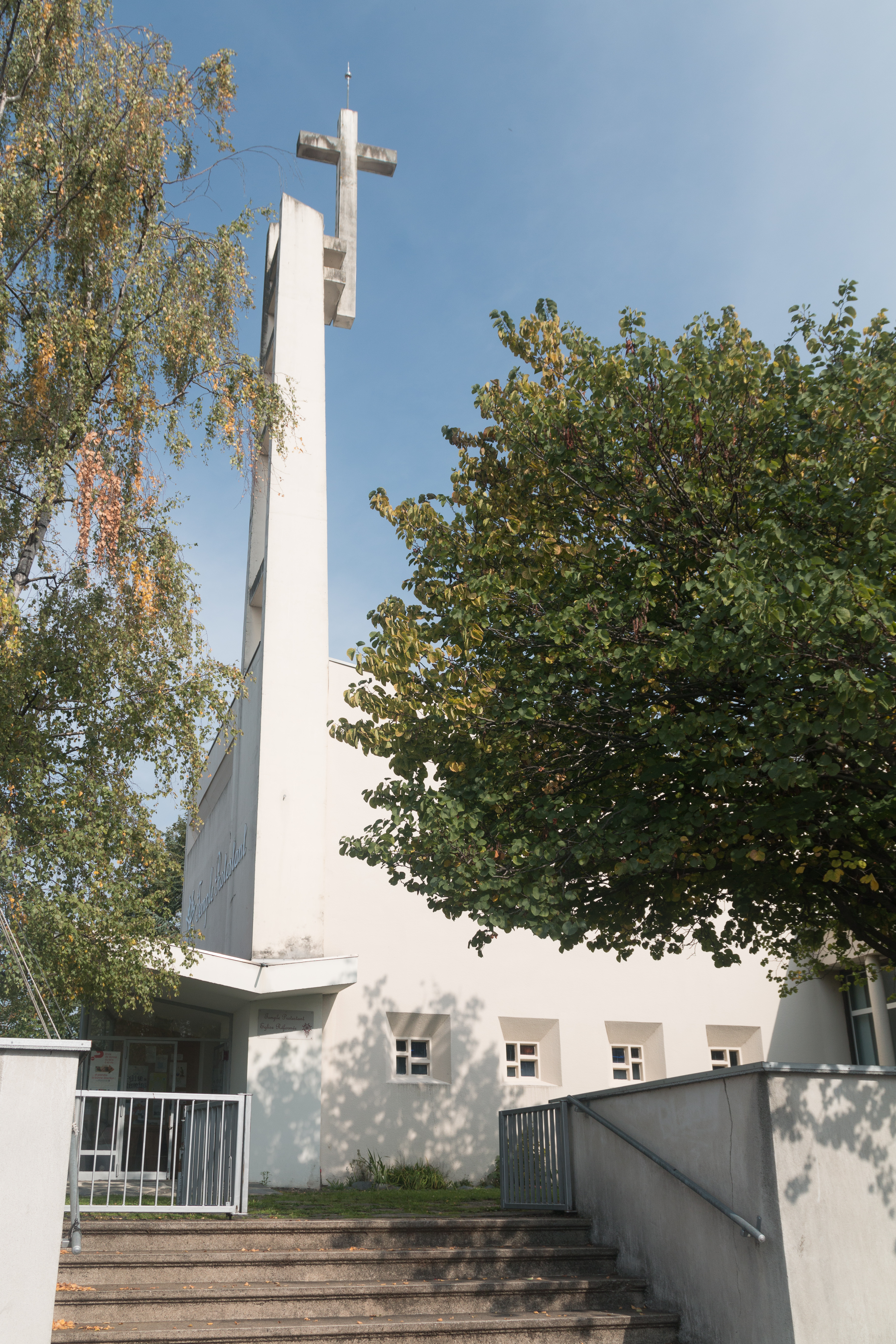
Protestantische Kirche

## Persönlichkeiten
- Marcellin Champagnat (1789–1840), Priester und Ordensgründer
- Ravachol (1859–1892), Anarchist
- Edmond Locard (1877–1966), Kriminalist
- Alexandre Poncet (1884–1973), Marianistengeistlicher
- Antoine Pinay (1891–1994), Politiker und Premierminister
- Roger Planchon (1931–2009), Filmemacher, Schauspieler, Bühnenautor und Theaterregisseur
- Alain Prost (* 1955), Automobilrennfahrer
- Laurent Redon (* 1973), Autorennfahrer
- Floriane André (* 2000), Handballspielerin

## Städtepartnerschaften
- Grevenbroich, Deutschland
- Sant Adrià de Besòs, Spanien